# Garrett Bradley

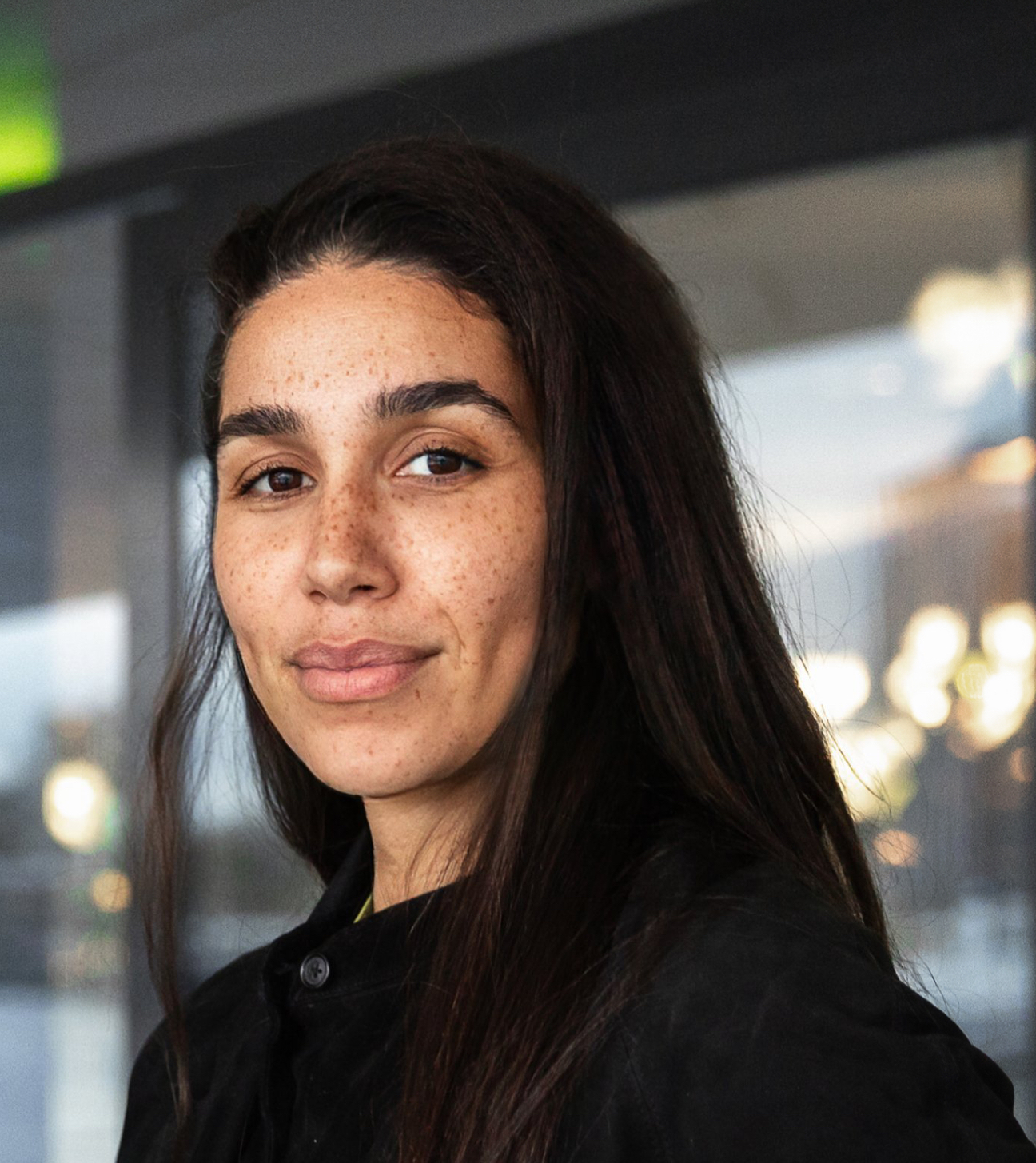
Garrett Bradley (2023)

Garrett Bradley (* 1986 in New York) ist eine US-amerikanische Filmemacherin, die auch als Künstlerin tätig ist. 

## Leben
Garrett Bradley wurde in New York geboren. Ihre Eltern, Suzanne McClelland und Peter Bradley, sind beide Maler.  Bradley studierte Religionswissenschaften am Smith College und erwarb dann ihren MFA in Regie an der University of California, Los Angeles.
Sie greift bei ihrer filmischen Arbeit auf narrative, dokumentarische und experimentelle Formen zurück, um Themen wie Rasse, Klasse, familiäre Beziehungen, soziale Gerechtigkeit und die Geschichte des Films in den Vereinigten Staaten anzugehen. Bradleys erster Spielfilm war Below Dreams, der 2014 beim Tribeca Film Festival seine Premiere feierte. Als Regisseurin war sie auch für die zweite Staffel von Ava DuVernays When They See Us tätig.
Im Dezember 2019 wurde Bradleys erste Einzelausstellung im Contemporary Arts Museum Houston (CAMH) eröffnet, die von Rebecca Matalon kuratiert wurde.
Ihr Dokumentarfilm Time feierte im Januar 2020 beim Sundance Film Festival seine Premiere. Im Film zeigt sie am Beispiel von Sibil Richardson, genannt Fox Rich, und ihrer Familie, wie die Inhaftierung einer Person das Leben vieler weiterer Menschen beeinflusst.

## Filmografie (Auswahl)
- 2010: Black and Blue (Kurzfilm)
- 2014: Below Dreams
- 2015: Cover Me
- 2018: The Earth is Humming (Dokumentarkurzfilm)
- 2019: America (Dokumentarkurzfilm)
- 2020: Time (Dokumentarfilm)

## Auszeichnungen (Auswahl)
Critics’ Choice Documentary Award
- 2020: Nominierung für die Beste Regie (Time)[6]

International Documentary Association Award
- 2020: Nominierung als Bester Dokumentarfilm (Time)
- 2020: Nominierung für die Beste Regie (Time)
- 2020: Auszeichnung mit dem Emerging Documentary Filmmaker Award (Time)[7]

Oscar
- 2021: Nominierung als Bester Dokumentarfilm (Time)

Sundance Film Festival
- 2020: Auszeichnung mit dem Directing Award im U.S. Documentary Competition (Time)

Zurich Film Festival
- 2020: Auszeichnung als Bester internationaler Dokumentarfilm (Time)